# Jerry Palacios
Jerry Palacios (* 13. Mai 1982 in La Ceiba) ist ein ehemaliger honduranischer Fußballspieler. Der Nationalspieler stand zuletzt bei den Belmopan Bandits in Belize unter Vertrag. Seine Brüder Milton, Johnny und Wilson spielen ebenfalls für die honduranische Nationalmannschaft.

## Karriere
Ebenso wie die anderen vier Palacios-Brüder begann der Angreifer seiner Karriere bei Olimpia Tegucigalpa in seinem Heimatland, wo er von 2001 bis 2006 spielte und mehrere Titel holte. Es gelang ihm dort jedoch nicht sich durchzusetzen und er wechselte häufiger auf Leihbasis den Verein, spielte unter anderem für CD Motagua und CD Vida, kehrte dazwischen jedoch immer wieder zu seinem Stammverein CD Olimpia zurück.
2008 wechselte er zu CD Marathón und etablierte sich rasch als Torjäger des Teams. Nach zwei Jahren in China und einigen weiteren Stationen in Honduras stand er ab 2013 in Costa Rica bei LD Alajuelense unter Vertrag.

## Nationalmannschaft
Nun wurde er auch regelmäßiger in die honduranische Nationalmannschaft berufen. Nach der Qualifikation für die Fußball-Weltmeisterschaft 2010, berief ihn Reinaldo Rueda häufig ins Team und er stand im vorläufigen, 30 Mann starken Kader für die Weltmeisterschaft. Am Ende beschloss jedoch der Trainer, dass er nicht zu den 23 Spielern gehören sollte, die nach Südafrika reisen würde. Kurz vor Beginn des Turniers eröffnete der verletzungsbedingte Ausfall von Julio César de León ihm die Möglichkeit, als dritter der Palacios-Brüder doch noch zum honduranischen Kader zu stoßen.